# Imaginary Heroes
Imaginary Heroes ist der deutsche und originale Titel eines Films von Dan Harris, der auch das Drehbuch schrieb.

## Handlung
Familie Travis ist eigentlich das Abziehbild einer ganz normalen amerikanischen Kleinstadtfamilie: Vater Ben fährt jeden Tag ins Büro, Mutter Sandy kümmert sich um den Haushalt, Tochter Penny studiert, der älteste Sohn Matt ist Mädchenschwarm und Mitglied des Schul-Schwimmteams, und auch der jüngste Sohn Tim steuert auf das Ende seiner Schulzeit zu. Bis sich Matt eines Tages unerwartet das Leben nimmt: Die Familie steht vor den Trümmern ihres Lebens, und jeder sucht seinen eigenen Weg, das Ganze zu verarbeiten.
Während Penny durch die Universität abgelenkt ist, geht Vater Ben zunächst scheinbar ganz normal seiner Arbeit nach. Sandy fängt plötzlich an, all die Dinge zu tun, für die sie nie Zeit hatte – zum Beispiel Joints rauchen. Und Tim hat überhaupt keine Ahnung, wie er mit den Ereignissen umgehen soll – schließlich, so der allgemeine Eindruck, war Matt immer sein großes Vorbild. Als er eine Party bei Freunden besucht und seine Freundin ihn mit ein wenig körperlicher Zuwendung trösten will, entdeckt sie massive Misshandlungsspuren an Tims Körper, doch er will nicht darüber reden. Stattdessen beschließt er, mit seinem besten Freund Kyle und etwas angetrunken die Party zu verlassen. Doch sie kommen nicht weit: Als Tim den Wagen auf die Straße zurücksetzt, stoßen sie mit einem anderen Auto zusammen. Die Jungen werden – bis auf Tims gebrochenes Bein – nicht verletzt, müssen aber Sozialstunden in einem Altenpflegeheim ableisten. Tim, der die Frage nach der Ursache für seinen Beinbruch bald nicht mehr hören kann, macht es sich zur Gewohnheit, mit „Das ist eine Kriegsverletzung“ zu antworten, mit sehr unterschiedlichen Reaktionen.
Am Silvesterabend wissen Tim und Kyle nichts mit sich anzufangen und haben auch keine Lust auf die übliche Party mit ihren Freunden. Unter Einfluss von Ecstasy einem plötzlichen Impuls folgend, küsst Kyle Tim. Am nächsten Morgen wachen beide zusammen auf und sind sich über ihre Gefühle nicht im Klaren. Unterdessen findet Sandy heraus, dass Ben schon seit Monaten nicht im Büro erschienen ist, obwohl er jeden Morgen pünktlich das Haus verlässt – er hat sich unbezahlten Urlaub genommen und sitzt den ganzen Tag im Park. Zudem wird sie wieder einmal damit konfrontiert, dass sie vor Jahren eine Affäre mit ihrem Nachbarn hatte. Das Ergebnis dieser Affäre ist Tim, der davon jedoch nichts weiß.
Tim hat derweil ganz andere Sorgen, da er anscheinend von einigen Schulkameraden drangsaliert wird – das Ergebnis ist unter anderem eine blutige Nase. Als Kyle zufällig davon erfährt, sucht er den Anführer der Truppe auf und macht ihm vor der ganzen Schule mit Hilfe einer abgebrochenen Flasche unmissverständlich klar, dass er Tim in Ruhe lassen soll. Die beiden werden zum Direktor beordert, kommen jedoch noch einmal mit einem sprichwörtlichen blauen Auge davon. Als sie am Nachmittag noch einmal ins Altenheim müssen, bekommt Tim zum zweiten Mal etwas auf die schon geschundene Nase – diesmal von einem echten Kriegsveteranen, der sich durch Tims Antworten in seiner Ehre verletzt sieht. Die ganze Familie beginnt derweil, sich mit sich selbst auseinanderzusetzen, und langsam beginnt man, einander zu verstehen.
Tims Vater und Mutter durchstöbern sein Tagebuch und finden seltsame Schrift darin und auf der ersten Seite ein selbstgemaltes Bild von seinem Bruder mit einer Schusswunde im Kopf.
Am Ende stellt sich heraus, dass er in diesem Tagebuch seinen Schmerz auf seine eigene spezielle Weise verarbeitet, jedoch nicht wegen des Todes seines Bruders.

## Kritiken
- Nach Ansicht mancher Kritiker lehnt sich Imaginary Heroes an Moonlight Mile von Brad Silberling an, reicht an diesen jedoch nicht heran. Allgemein gelobt wurden die Darsteller für ihre durchgehend gute Darbietung.
- film-dienst 23/2005: Das Regiedebüt überfrachtet die Geschichte zwar mit allen nur denkbaren Problemen, die im Rahmen einer Familientragödie auftreten können; nichtsdestotrotz entfaltet der Film dank exzellenter Darsteller einen emotionalen Sog.[2]

## Preise und Nominierungen
- Sigourney Weaver wurde für ihre Hauptrolle für einen Golden Satellite Award nominiert (der Preis ging jedoch an Hilary Swank für ihre Rolle in Million Dollar Baby)